# Gia Cách Đạt Kỳ
Gia Cách Đạt Kỳ (Oroqen: Jagdaqi giản thể: 加格达奇); phồn thể: 加格達奇區; bính âm: Jiāgédáqí Qū) là một khu (quận) thủ phủ của địa khu Đại Hưng An Lĩnh, tỉnh Hắc Long Giang, Trung Quốc. Mặc dù trên danh nghĩa khu vực quận này thuộc về Kỳ tự trị Oroqen, Nội Mông nhưng trên thực tế thuộc về Hắc Long Giang. Quận nằm ở phía nam của dãy Đại Hưng An Lĩnh.
Gia Cách Đạt Kỳ có khí hậu lục địa gió mùa, nhiệt độ trung bình hàng năm là -1,2 ℃, nhiệt độ trung bình tháng một là -25,5 ℃, nhiệt độ trung bình cao tháng một là -16,1 ℃, nhiệt độ thấp kỷ lục là -45,4 ℃, thời gian có sương giá trung bình năm là 85 ngày đến 130 ngày. Lượng mưa trung bình hàng năm là 494,8 mm.

### Nhai đạo
| - Đông Sơn (东山街道) - Vệ Đông (卫东街道) - Hồng Kỳ (红旗街道) | - Trường Hồng (长虹街道) - Thự Hưng (曙光街道) - Quang Minh (光明街道) |

### Hương
- Gia Bắc (加北乡)
- Bạch Hoa (白桦乡)